# Filippo Tagliani
Filippo Tagliani (Gavardo, 14 de agosto de 1995) es un ciclista italiano que compite con el equipo Monzon-Incolor-Gub.

## Palmarés
2017
- Gran Premio Ciclista de Gemenc, más 2 etapas

## Resultados en Grandes Vueltas
| Carrera | Carrera         | 2021  | 2022  | 2023 | 2024 | 2025 |
| ------- | --------------- | ----- | ----- | ---- | ---- | ---- |
|         | Giro de Italia  | 123.º | 143.º | —    | —    | —    |
|         | Tour de Francia | —     | —     | —    | —    | —    |
|         | Vuelta a España | —     | —     | —    | —    | —    |

—: no participa
Ab.: abandono

## Equipos
- Zalf Eurombil (2020)
- Androni Giocattoli/GW Shimano (2021-2023)
  - Androni Giocattoli-Sidermec (2021)
  - Drone Hopper-Androni Giocattoli (2022)
  - GW Shimano-Sidermec (2023)
- Albiono Pro Cycling[1] (2024)[2]
- Monzon (2024-)[3]
  - Vini Monzon-Savini Due-OMZ (2024)
  - Monzon-Incolor-Gub (2025-)